# Спектральная полоса
Спектральные полосы — это часть оптического спектра многоатомных систем, включающих в себя осажденные материалы, большие молекулы и т. д. Каждая линия соответствует переходу электрона в атоме с основного энергетического уровня на возбужденный. Если число атомов большое, получается непрерывная последовательность спектральных линий, так называемые спектральные полосы. Они часто маркируются так же, как и одноатомные линии.
Этот спектр создается, когда излучающее вещество находится в молекулярном состоянии. Поэтому их также называют молекулярными спектрами.
Он излучается молекулой в вакуумной трубке, C-дуговой сердечник с металлической солью. Полосатый спектр представляет собой комбинацию множества различных спектральных линий, возникающих в результате молекулярного колебательного, вращательного и электронного перехода.
Спектроскопия изучает спектральные полосы для астрономии и других целей.